# 鈴村喜久男
鈴村 喜久男（すずむら きくお、1927年 - 1999年10月1日）は、日本の技術者。トヨタ自動車生産管理部生産調査室主査（部長級）、井関農機専務取締役を歴任した。旧制愛知県立工業専門学校（現・名古屋工業大学）卒業。
トヨタ在籍時、大野耐一の下でトヨタ生産方式（Toyota Production System）確立に寄与した人物の1人であり、現場で大野の理念実現を支えた。1982年よりNPS（New Production System）研究会に参画（実践委員長）し、その理念と実践を多くの会社に伝えた。
1999年10月1日、肝臓癌により死去。71歳没。

## 略歴
- 1947年 - 豊和工業入社
- 1948年 - トヨタ自動車入社
- 1969年 - 生産管理部生産調査室主査
- 1983年 - 井関農機専務取締役